# Empresa rural
Empresa rural segundo o artigo 22 do Decreto 84685/80 (que dispõe sobre o ITR) é um empreendimento de pessoa física ou jurídica, pública ou privada, que explore econômica e racionalmente imóvel rural, dentro das condições de cumprimento da função social da terra e atendidos simultaneamente os seguintes requisitos:
- tenha grau de utilização da terra igual ou superior a 80%;
- tenha grau de eficiência ou exploração, igual ou superior a 100%;
- cumpra integralmente a legislação que rege as relações de trabalho e contratos de uso temporário da terra.